# Distretto di Luquan
Il distretto di Luquan (鹿泉区S, LùquánP) è un distretto della Cina, situato nella provincia di Hebei e amministrato dalla prefettura di Shijiazhuang.